# Aventurien

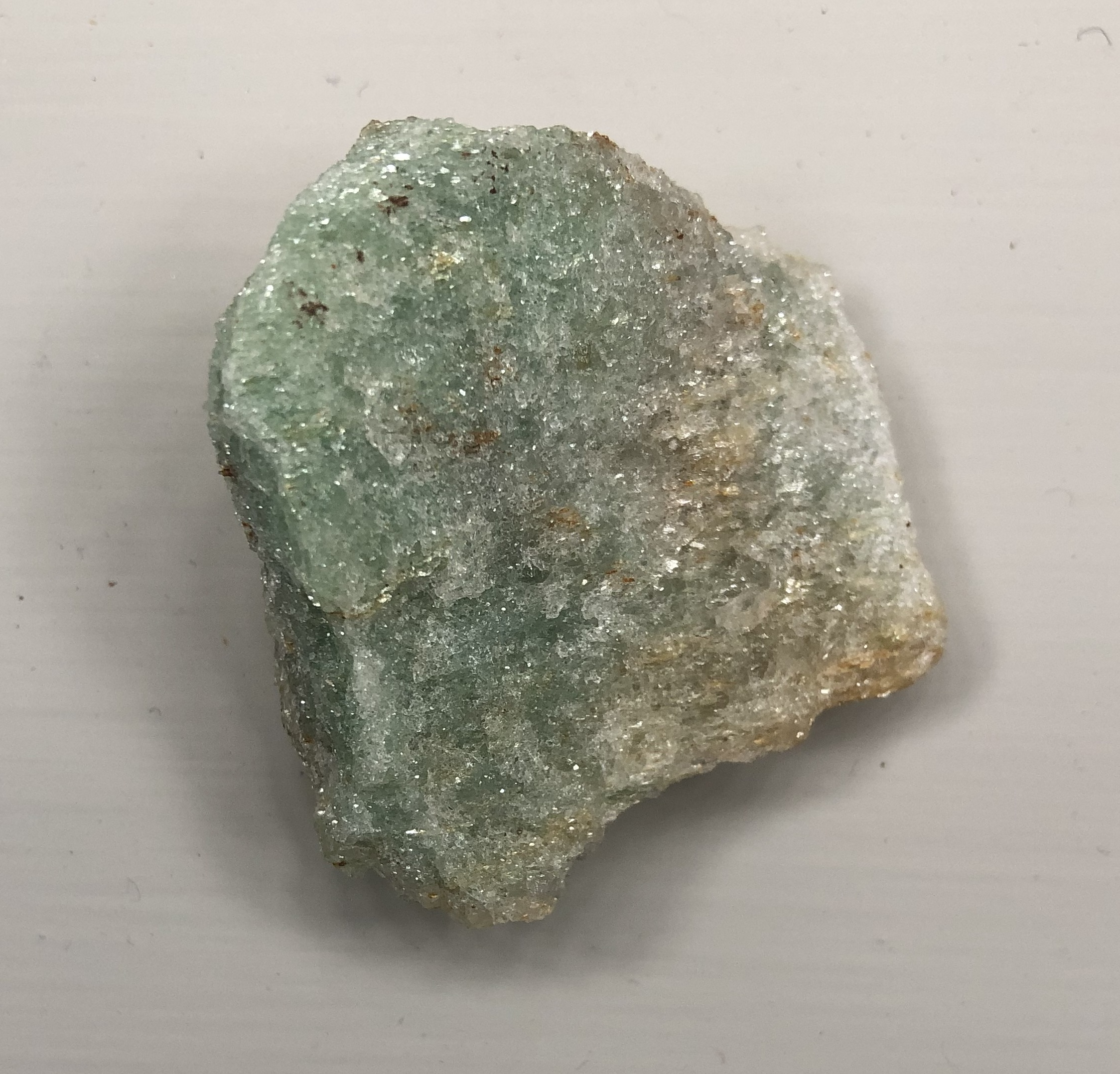
Ruwe aventurijn in de collectie van het Teylers Museum

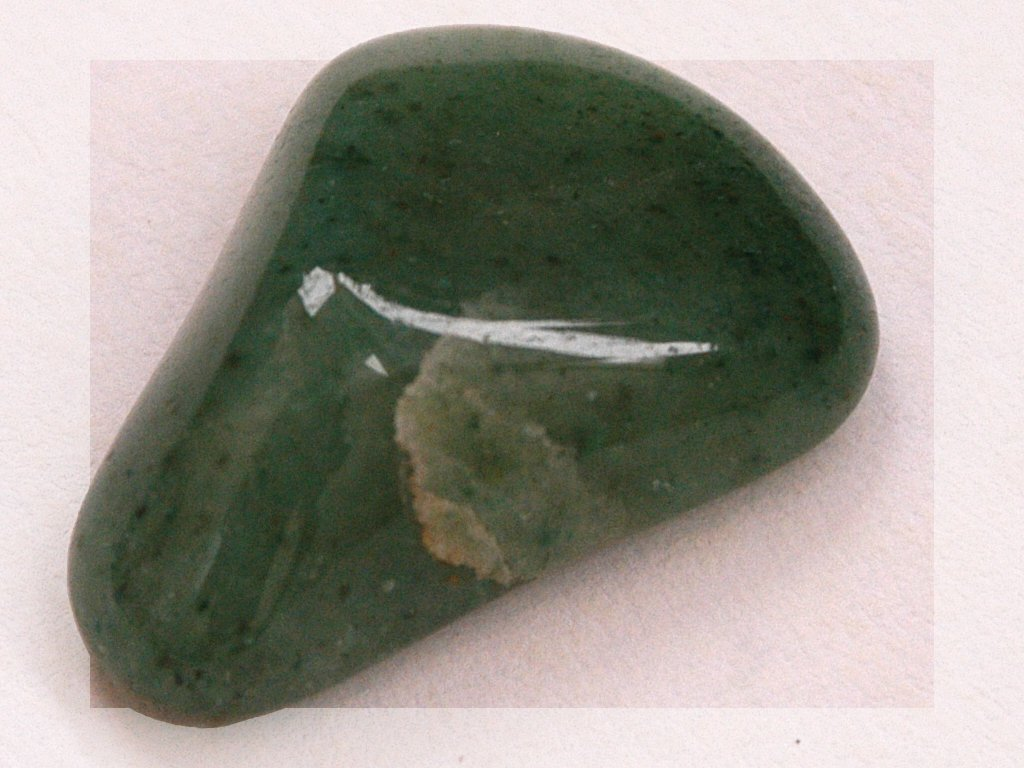
Geslepen aventurien

Aventurijn of aventurien is een groen tot rood-bruin gekleurde variëteit van het mineraal kwarts. De chemische samenstelling van aventurijn is SiO2 + KAl2(OH,F)2 / AlSi3O10 + Cr. Meestal komt deze edelsteen in de groene en geslepen variant voor. Aventurijn wordt zoals vele andere variëteiten van kwarts, bijvoorbeeld amethist en rozenkwarts, geslepen zodat het een sieraad wordt. In de steen zijn kleine chroomdeeltjes ingesloten, fuchsiet, die er voor zorgen dat het mineraal glinstert. Dat wordt aventurescentie, ook wel aventurisatie genoemd. Het heeft een trigonaal kristalstelsel en de hardheid ervan is 7. Het komt onder andere voor in Rusland in de Oeral en China. 